# كريل قصير
كريل قصير (الاسم العلمي: Euphausia brevis) هو نوع من المفصليات يتبع جنس الكريل من الفصيلة الكريلية.